# Birdman ali nepričakovana odlika nevednosti
Birdman ali nepričakovana odlika nevednosti (tudi le Birdman, angleško Birdman or (The Unexpected Virtue of Ignorance)) je ameriški črno komično-dramski film iz leta 2014, ki ga je režiral Alejandro G. Iñárritu in zanj tudi napisal scenarij skupaj z Nicolásom Giacobonejem, Alexandrom Dinelarisom, Jr., in Armandom Bojem. V glavni vlogi nastopa Michael Keaton, v stranskih vlogah pa Zach Galifianakis, Edward Norton, Andrea Riseborough, Amy Ryan, Emma Stone in Naomi Watts. Zgodba prikazuje Riggana Thomsona (Keaton), pozabljenega hollywoodskega igralca, znanega po igranju superjunaka Birdmana, ki se trudi z Broadwaysko adaptacijo kratke zgodbe Raymonda Carverja. Film pokriva obdobje predogledov, ki vodijo do premiere igre, in je s krajšo izjemo posnet tako, da se zdi le iz enega prizora, kar je imel Iñárritu v mislih že od začetka projekta. Posnet je bil v New Yorku spomladi 2013 s proračunom 16,5 milijona USD, ki so ga financirale družbe Fox Searchlight Pictures, New Regency Pictures in Worldview Entertainment.
Premierno je bil prikazan 27. avgusta 2014 na Beneškem filmskem festivalu, v ameriških kinematografih pa 17. oktobra. Naletel je na dobre ocene kritikov in prinesel več kot 103 milijone USD prihodkov po svetu.  Na 87. podelitvi je bil nominiran za oskarja v devetih kategorijah, nagrajen pa je bil za najboljši film, režijo, izvirni scenarij in fotografijo. Nominiran je bil tudi za sedem zlatih globusov, od katerih je bil nagrajen za najboljšega igralca v glasbenem ali komičnem filmu (Keaton) in scenarij ter deset nagrad BAFTA, od katerih je bil nagrajen za najboljšo fotografijo.

## Vloge
- Michael Keaton kot Riggan
- Zach Galifianakis kot Jake
- Edward Norton kot Mike
- Andrea Riseborough kot Laura
- Amy Ryan kot Sylvia
- Emma Stone kot Sam
- Naomi Watts kot Lesley
- Lindsay Duncan kot Tabitha
- Merritt Wever kot Annie
- Jeremy Shamos kot Ralph
- Bill Camp kot norec
- Damian Young kot Gabriel